# Doline, Kanjiža
Doline (izvirno srbsko Долине; madžarsko Völgyes) je naselje v Srbiji, ki upravno spada pod Občino Kanjiža; slednja pa je del Severnobanatskega upravnega okraja.

## Demografija
V naselju živi 446 polnoletnih prebivalcev, pri čemer je njihova povprečna starost 45,8 let (45,6 pri moških in 45,9 pri ženskah). Naselje ima 221 gospodinjstev, pri čemer je povprečno število članov na gospodinjstvo 2,33.
To naselje je v glavnem madžarsko (glede na popis iz leta 2002).
|  |

| Demografija | Demografija     | Demografija     |
| Leto        | Št. prebivalcev | Št. prebivalcev |
| ----------- | --------------- | --------------- |
|             |                 |                 |
|             |                 |                 |
|             |                 |                 |
|             |                 |                 |
| 1948        | 1100            |                 |
| 1953        | 1105            |                 |
| 1961        | 1060            |                 |
| 1971        | 806             |                 |
| 1981        | 672             |                 |
| 1991        | 367             | 367             |
| 2002        | 536             | 516             |
|             |                 |                 |

| Etnična sestava po popisu iz leta 2002 | Etnična sestava po popisu iz leta 2002 | Etnična sestava po popisu iz leta 2002 | Etnična sestava po popisu iz leta 2002 | Etnična sestava po popisu iz leta 2002 |
| -------------------------------------- | -------------------------------------- | -------------------------------------- | -------------------------------------- | -------------------------------------- |
| Madžari                                | Madžari                                |                                        | 500                                    | 96,89%                                 |
| Srbi                                   | Srbi                                   |                                        | 5                                      | 0,96%                                  |
| Hrvati                                 | Hrvati                                 |                                        | 1                                      | 0,19%                                  |
| Romuni                                 | Romuni                                 |                                        | 1                                      | 0,19%                                  |
| Jugoslovani                            | Jugoslovani                            |                                        | 1                                      | 0,19%                                  |
| Neznano                                | Neznano                                |                                        | 0                                      | 0,0%                                   |